# بیروری
بیروری (به ایتالیایی: Birori) یک کومونه در ایتالیا است که در استان نیورو واقع شده‌است.

## خصوصیات
بیروری ۱۷٫۴ کیلومترمربع مساحت و ۵۸۶ نفر جمعیت دارد و ۴۵۰ متر بالاتر از سطح دریا واقع شده‌است.